# Lin Dan
Lin Dan (chin. upr. 林丹, chin. trad. 林丹, pinyin Lín Dān; ur. 14 października 1983 roku w Longyan) – chiński badmintonista pochodzący z prowincji Fujian z grupy etnicznej Hakka. Jest jednym z najbardziej utytułowanych zawodników w grze pojedynczej mężczyzn. Jako jedyny zdobył dwukrotnie olimpijskie złoto (Pekin 2008 i Londyn 2012) oraz 5-krotnie mistrzostwo świata. Pomimo wielu sukcesów, od 1 stycznia 2009 tylko przez 14 tygodni był numerem 1 światowego rankingu, w którym dominował jego odwieczny rywal Lee Chong Wei.
Lin Dan jest oficerem Chińskiej Armii Ludowo-Wyzwoleńczej. Od 2012 roku jest mężem Xie Xingfang. W lipcu 2020 r. zakończył karierę.

## Występy na igrzyskach olimpijskich
| Runda                   | Przeciwnik              | Wynik                   | Osiągnięcie             |                         |
| Gra pojedyncza mężczyzn | Gra pojedyncza mężczyzn | Gra pojedyncza mężczyzn | Gra pojedyncza mężczyzn | Gra pojedyncza mężczyzn |
| ----------------------- | ----------------------- | ----------------------- | ----------------------- | ----------------------- |
| 1/16 finału             | Ronald Susilo           | 12–15, 10–15            | 1/16 finału             |                         |

| Runda                   | Przeciwnik              | Wynik                   | Osiągnięcie             |                         |
| Gra pojedyncza mężczyzn | Gra pojedyncza mężczyzn | Gra pojedyncza mężczyzn | Gra pojedyncza mężczyzn | Gra pojedyncza mężczyzn |
| ----------------------- | ----------------------- | ----------------------- | ----------------------- | ----------------------- |
| 1/16 finału             | Ng Wei                  | 21–16, 21–13            | 1. miejsce              |                         |
| 1/8 finału              | Park Sung-hwan          | 21–8, 21–11             | 1. miejsce              |                         |
| Ćwierćfinał             | Peter Gade              | 21–13, 21–16            | 1. miejsce              |                         |
| Półfinał                | Chen Jin                | 21–12, 21–18            | 1. miejsce              |                         |
| Finał                   | Lee Chong Wei           | 21–12, 21–8             | 1. miejsce              |                         |

| Runda                   | Przeciwnik              | Wynik                   | Osiągnięcie             |                         |
| Gra pojedyncza mężczyzn | Gra pojedyncza mężczyzn | Gra pojedyncza mężczyzn | Gra pojedyncza mężczyzn | Gra pojedyncza mężczyzn |
| ----------------------- | ----------------------- | ----------------------- | ----------------------- | ----------------------- |
| Faza grupowa            | Scott Evans             | 21–8, 21–14             | 1. miejsce              |                         |
| 1/8 finału              | Taufik Hidayat          | 21–9, 21–12             | 1. miejsce              |                         |
| Ćwierćfinał             | Shō Sasaki              | 21–12, 16–21, 21–16     | 1. miejsce              |                         |
| Półfinał                | Lee Hyun-il             | 21–12, 21–10            | 1. miejsce              |                         |
| Finał                   | Lee Chong Wei           | 15–21, 21–10, 21–19     | 1. miejsce              |                         |

| Runda                   | Przeciwnik              | Wynik                   | Osiągnięcie             |                         |
| Gra pojedyncza mężczyzn | Gra pojedyncza mężczyzn | Gra pojedyncza mężczyzn | Gra pojedyncza mężczyzn | Gra pojedyncza mężczyzn |
| ----------------------- | ----------------------- | ----------------------- | ----------------------- | ----------------------- |
| Faza grupowa            | David Obernorsterer     | 21–5, 21–11             | 4. miejsce              |                         |
| Faza grupowa            | Władimir Malkow         | 21–18, 21–7             | 4. miejsce              |                         |
| Faza grupowa            | Nguyễn Tiến Minh        | 21–7, 21–12             | 4. miejsce              |                         |
| 1/8 finału              | Wolny los               | Wolny los               | 4. miejsce              |                         |
| Ćwierćfinał             | Srikanth Kidambi        | 21–6, 11–21, 21–18      | 4. miejsce              |                         |
| Półfinał                | Lee Chong Wei           | 21–15, 11–21, 20–22     | 4. miejsce              |                         |
| Mecz o 3. miejsce       | Viktor Axelsen          | 21–15, 10–21, 17–21     | 4. miejsce              |                         |